# Helmut Habermann
Helmut Habermann (* 1917 in Österreich; † 30. Dezember 2009) war ein deutscher Maschinenbauer und Pionier der Magnetlager.

## Vita
In den späten 1930er Jahren studierte er in Brünn  Maschinenbau. 1939 wurde er eingezogen und verbrachte zwei Winter an der Ostfront.
Habermann arbeitete von 1943 bis 1945 im Team von Wernher von Braun in Peenemünde. Von 1946 bis 1971 arbeitete er am Laboratoire de recherches balistiques et aéro-dynamiques im Vernon. Nachdem die Amerikaner 1958 ihre Beobachtungssatelliten, die einen Golfball detektieren konnten, installiert hatten, begann Habermann mit der Entwicklung seiner Magnetlager. Von 1971 bis 1976 arbeitete er bei der Société européenne de propulsion (SEP).
1976 gründete er die Svenska Kullagerfabriken (SKF) und die Société de Mécanique Magnétique (S2M), deren technischer Direktor Habermann bis 1982 war. Danach war er bis 1993 technischer Berater.